# Xiaonan
Der Stadtbezirk Xiaonan (孝南区; Pinyin: Xiàonán Qū) ist ein Stadtbezirk in der chinesischen Provinz Hubei. Er gehört zum Verwaltungsgebiet der bezirksfreien Stadt Xiaogan. Xiaonan hat eine Fläche von 1.035 km² und 930.300 Einwohner (Stand: Ende 2019).